# Osmoxylon insidiator
Osmoxylon insidiator là một loài thực vật có hoa trong Họ Cuồng cuồng. Loài này được Becc. mô tả khoa học đầu tiên năm 1878.